# Alive (Empire of the Sun)
Alive is een single van de Australische band Empire of the Sun uit 2013. Het stond in hetzelfde jaar als derde track op het album Ice on the Dune. Daarnaast werd het nummer ook gebruikt voor de soundtrack van het spel FIFA 14.

## Achtergrond
Alive is geschreven door Jonathan Sloan, Luke Steele, Peter Mayes, Nick Littlemore en Steven Bach en geproduceerd door Donnie Sloan, Mayes en Empire of the Sun. Het is de eerste single van het album, welke vier jaar uitkwam na het succesvolle Walking on a Dream. De comeback-single was een klein succesje. Het haalde in verschillende landen de hitlijsten, maar nergens was er een top tien notering. De hoogste notering was in Oostenrijk, waar het tot de zestiende plek kwam. In Nederland haalde het enkel de 94e plek van de Single Top 100 en in zowel Vlaanderen als Wallonië stond het op de dertiende plaats van de respectievelijke Ultratip-lijsten.